# Franz Anton Mesmer

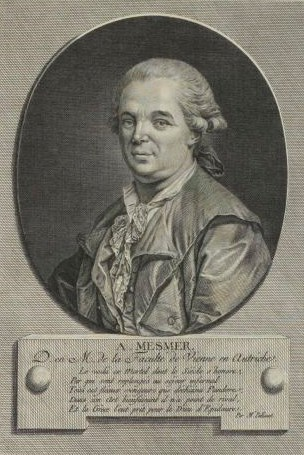
Franz Anton Mesmer, Museum van de Franse Revolutie.

Franz Anton Mesmer (Iznang, 23 mei 1734 – Meersburg, 5 maart 1815) was een Duits arts en astroloog. Hij ontdekte wat hij het dierlijk magnetisme noemde en waaraan later vaak gerefereerd werd als mesmerisme. De ontwikkeling van Mesmers ideeën en praktijken leidde James Braid (1795-1860) tot de ontwikkeling van hypnose in 1842.

## Levensloop

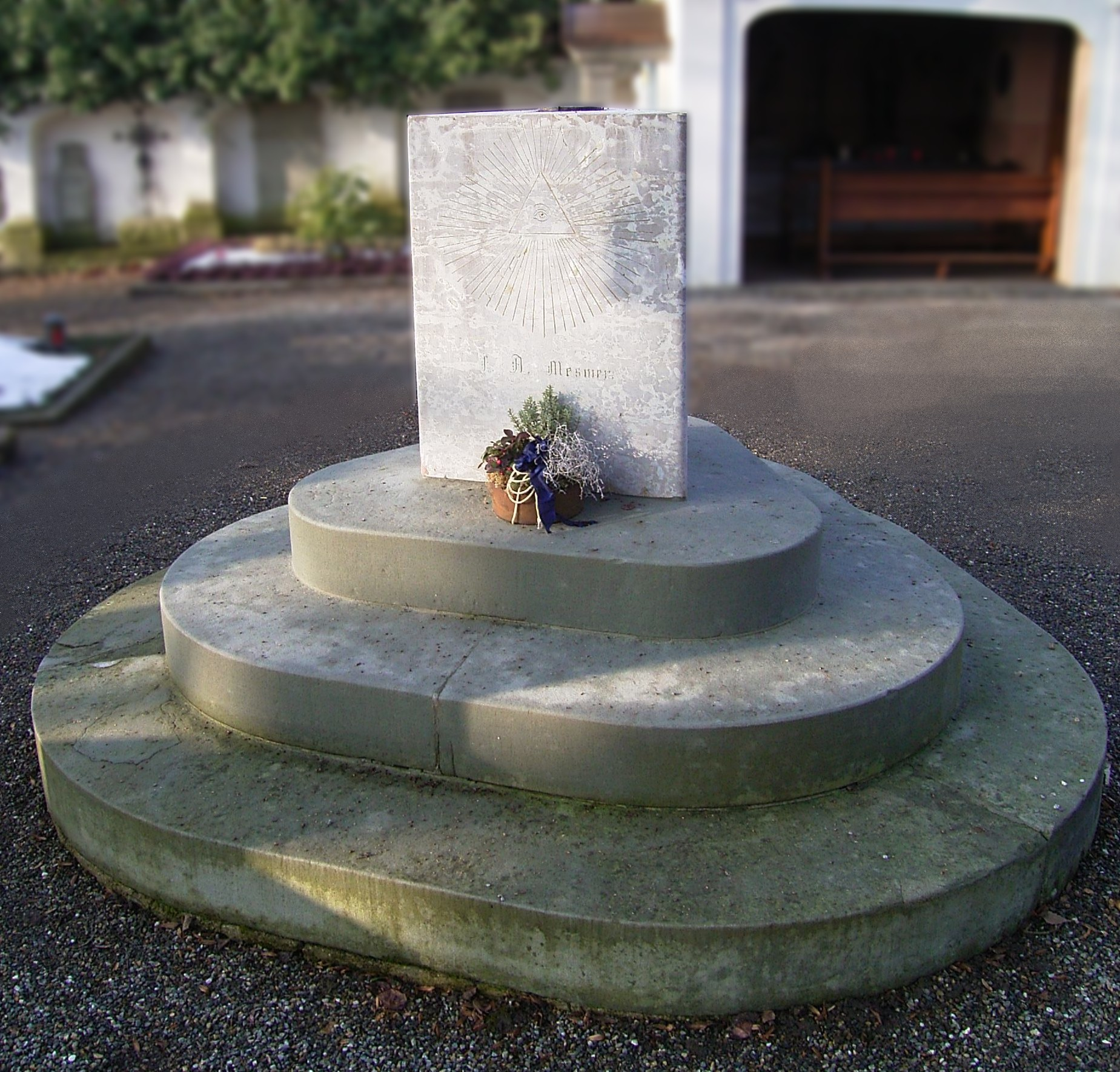
graf van Franz Anton Mesmer in Meersburg

Mesmer werd geboren in het dorp Iznang aan de Bodensee. Nadat hij gestudeerd had aan de Jezuïeten-universiteiten van Dillingen en Ingolstadt ging hij geneeskunde studeren aan de universiteit van Wenen in 1759. In 1766 publiceerde hij een proefschrift met de titel De planetarum influxu in corpus humanum (Over de invloed van de planeten op het menselijk lichaam). Het beschreef de invloed van de maan en de planeten op het menselijk lichaam en de ontwikkeling van ziekten (medicinale astrologie). Bewijsmateriaal verzameld door Frank A. Pattie suggereert dat Mesmer met zijn werk plagiaat pleegde op basis van een werk van Richard Mead (1673-1754).
Na zijn promotie huwde Mesmer een welgestelde weduwe en installeerde zich als arts in Wenen. Hij betrok een riante woning en wierp zich op als mecenas. Toen de opvoering van de eerste opera Bastien und Bastienne van de toen twaalfjarige Wolfgang Amadeus Mozart werd verboden, bood Mesmer zijn eigen tuin aan voor de productie. Mozart zou de naam van Mesmer later vereeuwigen in de opera Così fan tutte.

## Dierlijk magnetisme
In 1774 gebruikte Mesmer een magneet om een “kunstmatige getijde” in een patiënte op te wekken. Hij liet haar een ijzerhoudende bereiding doorslikken en bracht dan magneten aan op verschillende delen van het lichaam. Zij meldde stromen van een mysterieuze vloeistof in haar lichaam te voelen en was gedurende verschillende uren van haar symptomen verlost.
Mesmer geloofde niet dat de magneten op zich het heilzame effect hadden bewerkstelligd. Hij meende dat hij zelf het dierlijk magnetisme, dat hij in zijn eigen lichaam had opgeslagen, had overgedragen. Gauw stopte hij het gebruik van magneten als deel van zijn behandeling.
In 1775 werd Mesmer uitgenodigd voor de Wetenschappelijke Academie te München om zijn opinie met betrekking tot het exorcisme uitgevoerd door priester en genezer Johann Joseph Gassner (1727-1779) uiteen te zetten. Hij meldde dat ondanks het oprechte geloof van Gassner, hij een hoge mate van dierlijk magnetisme bezat. Deze confrontatie tussen Mesmers seculiere ideeën en Gassners religieuze overtuiging luidde het einde van Gassners carrière in en volgens Henri Ellenberger het ontstaan van de "dynamische psychiatrie".
Het schandaal dat volgde op Mesmers mislukte poging de blindheid van een 18 jaar oude musicus, Maria Theresa Paradis, te genezen, deed hem Wenen in 1777 verlaten. Het volgende jaar verhuisde hij naar Parijs, huurde daar een appartement en begon een dokterspraktijk. Parijs was snel verdeeld in een groep die meende dat hij als charlatan uit Wenen had moeten vluchten en een groep die meende dat hij een geweldige ontdekking had gedaan.
Tijdens de eerste jaren in Parijs lukte het Mesmer niet de Koninklijke Academie voor Wetenschappen zijn leer officieel te laten goedkeuren. Hij trof slechts een vooraanstaand arts, Charles d'Eslon, als leerling. In 1779 schreef Mesmer aangemoedigd door d'Eslon een boekje van 88 pagina’s, Mémoire sur la découverte du magnétisme animal, waarin hij zijn bekende 27 voorstellen formuleerde en zijn theorie uiteenzette.
Volgens d'Eslon zag Mesmer gezondheid als de vrije stroom van het levensproces door duizenden kanalen in het lichaam. Ziekte werd veroorzaakt door hindernissen in die stroom. Die obstakels overwinnen en de stroom herstellen leidde tot een crisis die de gezondheid herstelde. Als de natuur dit spontaan niet deed, was contact met een geleider van dierlijk magnetisme een noodzakelijke en afdoende remedie. Mesmer wilde deze heilzame natuurlijke invloeden uitlokken of een handje helpen.
Mesmer behandelde patiënten zowel individueel als in groep. Bij individuele behandeling ging hij voor de patiënt zitten, drukte zijn knieën tegen die van de patiënt en de duimen van de patiënt in zijn handen, terwijl hij hem gefixeerd in de ogen keek.
Vervolgens bewoog hij zijn handen van de schouder van de patiënt langs de arm richting hand. Hij drukte dan zijn vingers op de hypochondrische streek (de ruimte onder het middenrif), waar hij zijn handen soms uren hield. Veel patiënten voelden vreemde gewaarwordingen of hadden ongewilde spiersamentrekkingen die als crises en noodzakelijk om genezing te brengen werden beschouwd.
Tegen 1780 had Mesmer meer patiënten dan hij individueel kon behandelen en hij werkte een collectieve behandeling uit. Een Brits arts die Mesmer observeerde, beschreef die behandeling als volgt:
In het midden van de kamer wordt een vat geplaatst van ongeveer een halve meter hoog dat het baquet wordt genoemd. Het is zo groot, dat twintig man er makkelijk omheen kunnen zitten. Bij de rand van het deksel zijn gaten gemaakt die overeenkomen met het aantal personen eromheen. In deze gaten worden ijzeren staven van verschillende lengtes aangebracht die onder rechte hoeken buitenwaarts zijn gebogen om te corresponderen met het deel van het lichaam waarop ze worden toegepast. Naast deze staven is er een touw dat communiceert tussen het baquet en een van de patiënten en dat vervolgens wordt doorgegeven tot iedereen het heeft gehad. De meest voelbare effecten worden geproduceerd wanneer Mesmer dichterbij komt van wie gezegd wordt dat hij de stroom overbrengt via bepaalde hand- of oogbewegingen zonder de patiënt aan te raken. Ik heb met meerdere mensen gepraat die deze effecten hebben meegemaakt, die spiersamentrekkingen kregen die werden weggenomen via een handbeweging…
In 1784 stelde koning Lodewijk XVI vier leden van de faculteit geneeskunde als commissarissen aan om het dierlijk magnetisme, zoals beoefend door d'Eslon, te onderzoeken. Op verzoek van deze commissarissen benoemde de koning vijf bijkomende commissarissen van de Koninklijke Academie voor de Wetenschappen. Hierbij hoorden de scheikundige Lavoisier, de arts Joseph-Ignace Guillotin, de astronoom Jean Sylvain Bailly en de Amerikaanse ambassadeur en wetenschapper Benjamin Franklin.
De commissie voerde een reeks experimenten uit, niet om te bepalen of Mesmers behandeling werkte, maar om uit te zoeken of hij een nieuwe vloeistof had ontdekt. De commissie concludeerde dat hier geen wetenschappelijk bewijs voor was. Wat de behandeling aan voordelen bood, was het gevolg van autosuggestie.
In 1785 zou Mesmer deel hebben genomen aan de grote conventie van Franse vrijmetselaars. In hetzelfde jaar verliet Mesmer Parijs. Over zijn latere activiteiten is weinig bekend. Tot Mesmers volgelingen behoorde onder andere Amand Marc Jacques de Chastenet, Marquis de Puységur (1751-1825), die het kunstmatig slaapwandelen onder invloed van hypnose ontdekte.

## Publicaties
- De planetarum influxu in corpus humanum (1766)
- Sendschreiben an einen auswärtigen Arzt über die Magnetkur (1775)
- Mesmerismus oder System der Wechselwirkungen, Theorie und Anwendung des thierischen Magnetismus als die allgemeine Heilkunde zur Erhaltung des Menschen. Mit dem Bildniß des Verfassers und 6 Kupfertafeln, hrsg. von Karl Christian Wolfart, Berlin, Nikolai (1814) (Nachdruck: E. J. Bonset, Amsterdam 1966; Ausschnitte als E-Text)
- Robert Darnton, Mesmerism and the End of the Enlightment in France, 1968 {Nederlandse vertaling: Mesmerisme en het einde van de Verlichting in Frankrijk, 1988.
- Peter Sloterdijk, De toverboom: het ontstaan van de psychoanalyse in het jaar 1785: episch essay over de filosofie van de psychologie (1986).

- Bibsys: 90055973
- Biblioteca Nacional de Chile: 000047137
- Biblioteca Nacional de España: XX1692388
- Bibliothèque nationale de France: cb12185091m (data)
- Catàleg d'autoritats de noms i títols de Catalunya: 981058513763306706
- CiNii: DA03155502
- Gemeinsame Normdatei: 118581309
- Historisch woordenboek van Zwitserland: 048317
- International Standard Name Identifier: 0000 0001 1069 8770
- Library of Congress Control Number: n80060837
- Nationale Bibliotheek van Letland: 000310277
- Bibliotheek van het Japanse parlement: 00769063
- Nationale Bibliotheek van Tsjechië: jn20000701217
- Nationale bibliotheek van Australië: 35739952
- Nationale Bibliotheek van Israël: 987007265348605171
- Nationale Bibliotheek van Polen: a0000001224154
- Nationale en Universitaire bibliotheek Zagreb: 000391326
- Nederlandse Thesaurus van Auteursnamen: 068325428
- Istituto Centrale per il Catalogo Unico: TO0V016150
- LIBRIS: 352664
- SNAC: w6rb8v2c
- Système universitaire de documentation: 030436079
- Trove: 1065670
- Virtual International Authority File: 71434361
- WorldCat: E39PBJjMDdtJXBt7hdFktgvyh3